# 13513 Manila
13513 Manila è un asteroide della fascia principale. Scoperto nel 1990, presenta un'orbita caratterizzata da un semiasse maggiore pari a 2,2439683 UA e da un'eccentricità di 0,1042696, inclinata di 5,69640° rispetto all'eclittica.